# Município de Liberty (condado de Highland, Ohio)
O município de Liberty (em inglês: Liberty Township) é um município localizado no condado de Highland no estado estadounidense de Ohio. No ano de 2010 tinha uma população de 10.242 habitantes e uma densidade populacional de 66,6 pessoas por km².

## Geografia
O município de Liberty encontra-se localizado nas coordenadas 39° 13′ 00″ N, 83° 34′ 48″ O. Segundo a Departamento do Censo dos Estados Unidos, o município tem uma superfície total de 153.79 km², da qual 152.4 km² correspondem a terra firme e (0.9%) 1.39 km² é água.

## Demografia
Segundo o censo de 2010, tinha 10.242 habitantes residindo no município de Liberty. A densidade populacional era de 66,6 hab./km². Dos 10.242 habitantes, o município de Liberty estava composto pelo 92.41% brancos, o 4.01% eram afroamericanos, o 0.31% eram amerindios, o 0.62% eram asiáticos, o 0.02% eram insulares do Pacífico, o 0.18% eram de outras raças e o 2.45% pertenciam a dois ou mais raças. Do total da população o 1% eram hispanos ou latinos de qualquer raça.